# Advansea
«Advansea» (ADVanced All-electric Networked ship for SEA dominance) — программа французской кораблестроительной компании «DCNS», в ходе которой планируется создать к 2025 году полностью электрифицированный боевой надводный корабль с лазерным и электромагнитным вооружением.

## Описание программы
В ходе программы предполагается:
1. разработать главную энергетическую установку (ГЭУ) корабля, которая будет основана на технологиях сверхпроводимости, что поможет повысить её мощность на 50 % при уменьшении размеров самой установки;
2. разработать систему накопления энергии для питания вооружения и электродвигателей;
3. создать систему управления потоком электроэнергии, которая действовала бы в режиме реального времени.

## Вооружение
Вооружение проектируемого корабля — лазерные установки с переменной интенсивностью импульса и электромагнитные пушки, в которых снаряды будут ускоряться электромагнитными импульсами. Использование электромагнитных пушек позволит уменьшить размер снарядов и увеличить боезапас судна: так как использовать пороховые заряды в боеприпасах будет не нужно, освободятся дополнительные объёмы корпуса, ранее занимаемые пороховыми погребами.

## Радиоэлектронное вооружение
- многофункциональная радиоэлектронная станция (РЭС)
- новые системы радиоэлектронной борьбы (РЭБ) и связи.

## Конструкция корабля
Корабль будет иметь длину — 120 м, полное водоизмещение — 4000 т, наибольшую скорость хода — 28 узлов. На корабле предусмотрены две взлётно-посадочные площадки для вертолётов и беспилотных летательных аппаратов.
Предполагается, что функционирование всех систем корабля, в том числе и новое вооружение (лазерные и электромагнитные пушки), будет осуществляться энергетической установкой мощностью приблизительно 20 МВт.